# Giochi della VIII Olimpiade
I Giochi della VIII Olimpiade (in francese: Jeux de la VIIIe olympiade), noti anche come Parigi 1924, si svolsero a Parigi, in Francia, dal 4 maggio al 27 luglio 1924.

## Assegnazione
I Giochi del 1924 furono gli ultimi ad essere organizzati sotto la presidenza di Pierre de Coubertin.
Oltre alla capitale francese, manifestarono il loro interesse per ospitare questa edizione anche Amsterdam, L'Avana, Roma, Atlantic City, Barcellona, Budapest, Halifax, Los Angeles, Boston, Chicago, Praga e Reims.
Nel marzo 1921 lo stesso De Coubertin scrisse una lettera ponendo l'enfasi sul trentennale del I Congresso Olimpico che fu ospitato nei locali della Sorbona e ritenendo quindi che Parigi avesse dei meriti speciali, consigliando contestualmente Amsterdam per la successiva edizione che ritirò automaticamente la sua candidatura.
Al VII Congresso Olimpico di Losanna del giugno successivo la sua richiesta venne formalizzata dal cecoslovacco Jiří Stanislav Guth-Jarkovský e da 14 membri del comitato su 19, scartando così le candidature di Roma, Amsterdam, Barcellona, Praga e Los Angeles. A rafforzare la candidatura parigina arrivò la proposta di Alfred Mégroz che prevedeva la disputa a Chamonix della Semaine des Sports d'Hiver (Settimana degli sport invernali), che in futuro verrà considerata in maniera retroattiva come la prima edizione dei Giochi olimpici invernali.
Parigi diventò così la prima città ad aver ospitato più di un'edizione dei Giochi.

## Sviluppo e preparazione

### Organizzazione
Grazie anche al fondamentale intervento economico del governo francese, i Giochi del 1924 seppero cancellare la brutta immagine che Parigi aveva lasciato a causa della pessima organizzazione dell'edizione del 1900, e furono caratterizzati da un buon successo di pubblico. Vennero affrontate diverse innovazioni tecniche: la distanza della maratona fu fissata a 42,195 km (26,219 miglia), dalla distanza percorsa alle Olimpiadi di Londra 1908 e questa fu la prima Olimpiade a utilizzare la piscina standard di 50 m con le corsie marcate.
Per la prima volta venne utilizzato il motto "Citius, Altius, Fortius" ("Più veloce, più alto, più forte") e, al termine della cerimonia di chiusura, furono issate tre bandiere: quella olimpica, quella del paese nel quale si erano svolti i Giochi e quella del paese che li avrebbe ospitati per l'edizione successiva. Anche questa, nel corso degli anni, divenne una tradizione.

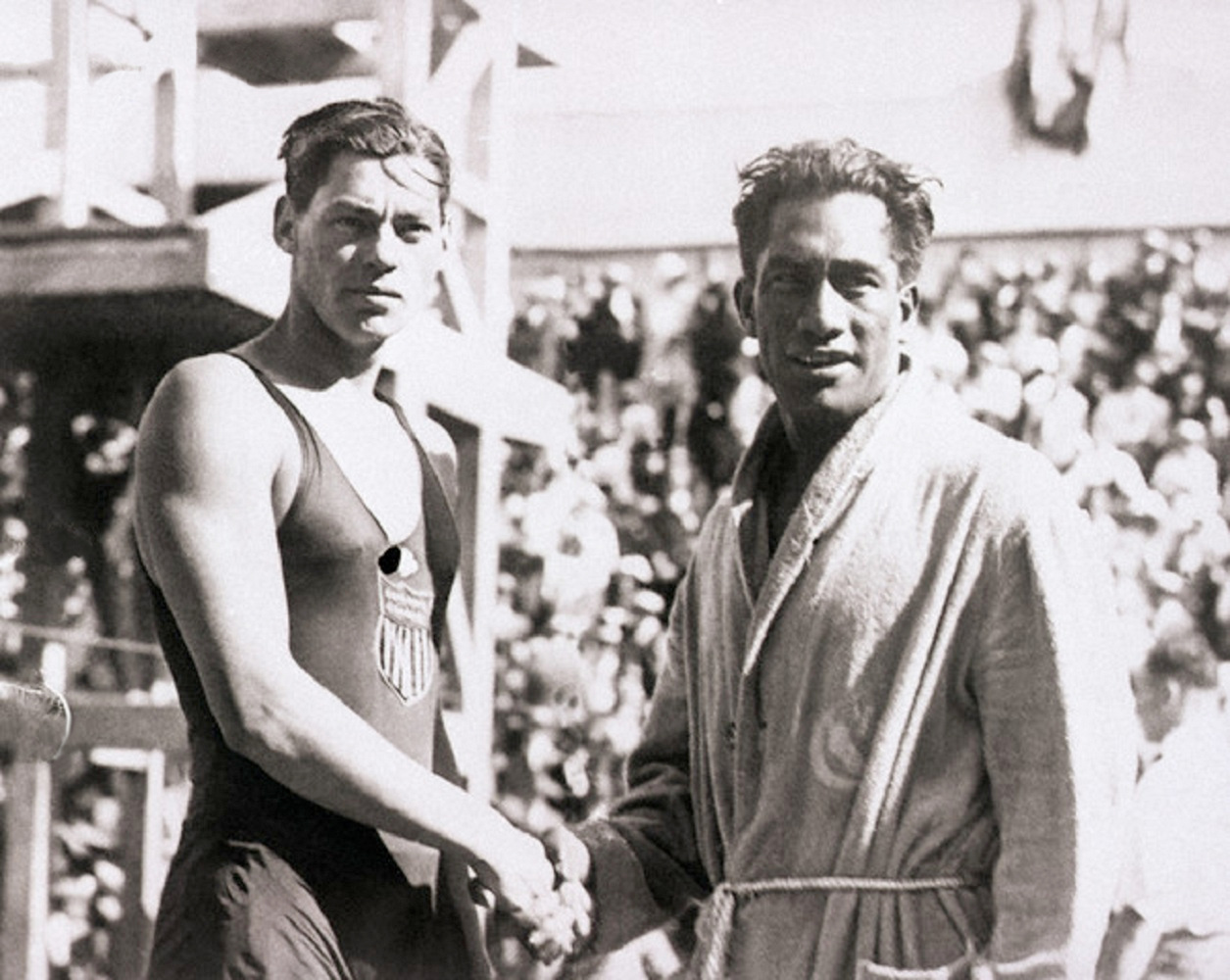
Johnny Weismuller e il suo avversario Kahanamoku durante una stretta di mano a Parigi 1924

### Sedi di gara

#### Parigi
- Bagatelle (polo)
- Bassin d'Argentuil (canottaggio)
- Camp de Châlons (tiro, fucile a terra individuale e a squadre)
- Fontainebleau (equitazione del pentathlon moderno)
- Hippodrome d'Auteuil (equitazione)
- Hippodrome de Saint-Cloud (polo)
- Le Stand de tir de Versailles - (tiro del pentathlon moderno, pistola libera individuale, bersaglio mobile)
- Piscine des Tourelles (tuffi, nuoto del pentathlon moderno, nuoto, pallanuoto)
- Stade Bergeyre (calcio)
- Stade Pershing (calcio)
- Vélodrome d'hiver (pugilato, scherma, sollevamento pesi, lotta libera)
- Vélodrome de Vincennes (ciclismo su pista)

#### Altre sedi
- Issy-les-Moulineaux (tiro, tiro a piattello)
- Le Havre (vela)
- Le Stade Olympique Reims (tiro, tiro a piattello, bersaglio mobile)
- Meulan-en-Yvelines (vela)
- Stade de Colombes (atletica, ciclismo su strada, equitazione, calcio, ginnastica, scherma e corsa del pentathlon moderno, rugby, tennis)
- Stade de Paris (calcio)

### Diffusione
Mentre le prime riprese filmate dei Giochi si ebbero già ai Giochi di Londra 1908, a questa edizione risale il primo lungometraggio sui giochi.

## I Giochi

### Partecipanti

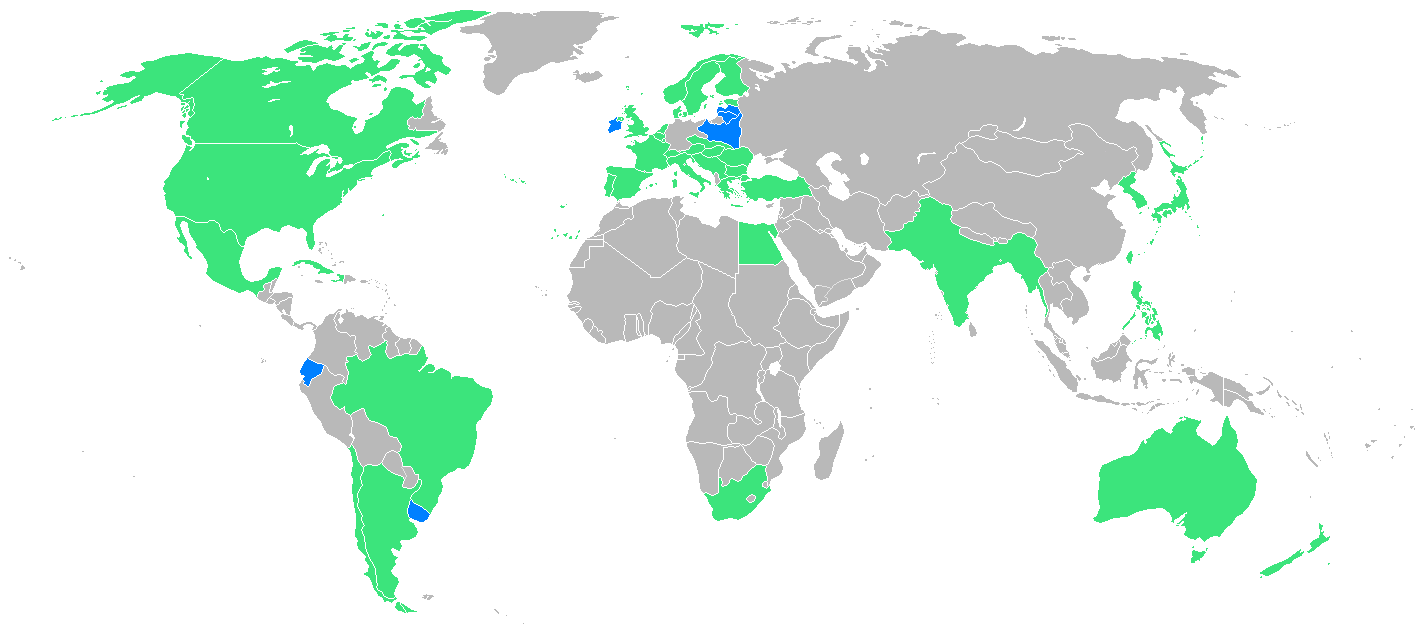
Nazioni partecipanti

Ai Giochi non parteciparono la Germania, esclusa in quanto Paese sconfitto nella prima guerra mondiale, e l'Unione Sovietica, che, invitata a partecipare, rifiutò per motivi politici, partecipando per la prima volta soltanto dal 1952, mentre l'Irlanda prese per la prima volta parte a una manifestazione sportiva come Stato indipendente. A Parigi giunsero molte rappresentative dell'Asia, del Sud-America e anche dell'Africa. Alla cerimonia inaugurale sfilò anche una delegazione cinese formata da quattro atleti, che però si ritirarono prima di competere.
Di seguito l'elenco dei paesi con indicato tra parentesi il numero di atleti iscritti:
- Argentina (77)
- Australia (36)
- Austria (49)
- Belgio (172)
- Brasile (12)
- Bulgaria (24)
- Canada (65)
- Cecoslovacchia (70)
- Cile (11)
- Cuba (9)
- Danimarca (89)
- Ecuador (3)
- Egitto (33)
- Estonia (44)
- Filippine (1)
- Finlandia (90)
- Francia (401)
- Grecia (26)
- Giappone (9)
- Haiti (8)
- India Britannica (7)
- Irlanda (39)
- Italia (200)
- Jugoslavia (37)
- Lettonia (41)
- Lituania (13)
- Lussemburgo (22)
- Messico (13)
- Monaco (7)
- Norvegia (62)
- Nuova Zelanda (4)
- Paesi Bassi (153)
- Polonia (65)
- Portogallo (30)
- Gran Bretagna (267)
- Romania (51)
- Spagna (129)
- Sudafrica (30)
- Svezia (108)
- Svizzera (75)
- Turchia (31)
- Stati Uniti (299)
- Ungheria (89)
- Uruguay (31)

### Discipline
| Sport              | Disciplina            | Maschile | Femminile | Misti | Totali |
| ------------------ | --------------------- | -------- | --------- | ----- | ------ |
| Atletica leggera   | Atletica leggera      | 27       |           |       | 27     |
| Calcio             | Calcio                | 1        |           |       | 1      |
| Canottaggio        | Canottaggio           | 7        |           |       | 7      |
| Ciclismo           | Ciclismo su pista     | 4        |           |       | 4      |
| Ciclismo           | Ciclismo su strada    | 2        |           |       | 2      |
| Ciclismo           | Totale                | 6        |           |       | 6      |
| Equitazione        | Equitazione           | 5        |           |       | 5      |
| Ginnastica         | Ginnastica            | 9        |           |       | 9      |
| Lotta (dettagli)   | Lotta libera          | 7        |           |       | 7      |
| Lotta (dettagli)   | Lotta greco-romana    | 6        |           |       | 6      |
| Lotta (dettagli)   | Totale                | 13       |           |       | 13     |
| Pentathlon moderno | Pentathlon moderno    | 1        |           |       | 1      |
| Polo               | Polo                  | 1        |           |       | 1      |
| Pugilato           | Pugilato              | 8        |           |       | 8      |
| Rugby              | Rugby                 | 1        |           |       | 1      |
| Scherma            | Scherma               | 6        | 1         |       | 7      |
| Sollevamento pesi  | Sollevamento pesi     | 5        |           |       | 5      |
| Sport acquatici    | Nuoto (dettagli)      | 6        | 5         |       | 11     |
| Sport acquatici    | Pallanuoto (dettagli) | 1        |           |       | 1      |
| Sport acquatici    | Tuffi (dettagli)      | 3        | 2         |       | 5      |
| Sport acquatici    | Totale                | 10       | 7         |       | 17     |
| Tennis             | Tennis                | 2        | 2         | 1     | 5      |
| Tiro               | Tiro                  | 10       |           |       | 10     |
| Vela               | Vela                  | 3        |           |       | 3      |
| Totale (17 sport)  | (21 discipline)       | 115      | 10        | 1     | 126    |

### Calendario degli eventi
| ● | Cerimonia d'apertura |  | Competizioni |  | Finali | ● | Cerimonia di chiusura |

| Maggio | Maggio | Dom | Lun | Mar | Gio | Ven | Sab | Dom | Lun | Mar | Gio | Ven | Sab | Dom | Lun | Mar | Totale |
| Maggio | Maggio | 4   | 5   | 6   | 7   | 8   | 9   | 10  | 11  | 12  | 13  | 14  | 15  | 16  | 17  | 18  | Totale |
| ------ | ------ | --- | --- | --- | --- | --- | --- | --- | --- | --- | --- | --- | --- | --- | --- | --- | ------ |
| Rugby  | Rugby  |     |     |     |     |     |     |     |     |     |     |     |     |     |     |     | 1      |
| Maggio | Maggio | Dom | Lun | Mar | Gio | Ven | Sab | Dom | Lun | Mar | Gio | Ven | Sab | Dom | Lun | Mar | Totale |
| Maggio | Maggio | 4   | 5   | 6   | 7   | 8   | 9   | 10  | 11  | 12  | 13  | 14  | 15  | 16  | 17  | 18  | Totale |

| Maggio / Giugno | Maggio / Giugno | Dom | Lun | Mar | Gio | Ven | Sab | Dom | Lun | Mar | Gio | Ven | Sab | Dom | Lun | Mar | Mer | Totale |
| Maggio / Giugno | Maggio / Giugno | 25  | 26  | 27  | 28  | 29  | 30  | 31  | 1   | 2   | 3   | 4   | 5   | 6   | 7   | 8   | 9   | Totale |
| --------------- | --------------- | --- | --- | --- | --- | --- | --- | --- | --- | --- | --- | --- | --- | --- | --- | --- | --- | ------ |
| Calcio          | Calcio          |     |     |     |     |     |     |     |     |     |     |     |     |     |     |     | 1   | 1      |
| Maggio / Giugno | Maggio / Giugno | Dom | Lun | Mar | Gio | Ven | Sab | Dom | Lun | Mar | Gio | Ven | Sab | Dom | Lun | Mar | Mer | Totale |
| Maggio / Giugno | Maggio / Giugno | 25  | 26  | 27  | 28  | 29  | 30  | 31  | 1   | 2   | 3   | 4   | 5   | 6   | 7   | 8   | 9   | Totale |

| Giugno / Luglio | Giugno / Luglio | Lun | Mar | Mer | Gio | Ven | Sab | Dom | Lun | Mar | Gio | Ven | Sab | Dom | Lun | Mar | Gio | Ven | Sab | Dom | Lun | Mar | Gio | Ven | Sab | Dom | Lun | Mar | Totale |
| Giugno / Luglio | Giugno / Luglio | 23  | 24  | 25  | 26  | 27  | 28  | 29  | 30  | 31  | 1   | 2   | 3   | 4   | 5   | 6   | 7   | 8   | 9   | 10  | 11  | 12  | 13  | 14  | 15  | 16  | 17  | 18  | Totale |
| --------------- | --------------- | --- | --- | --- | --- | --- | --- | --- | --- | --- | --- | --- | --- | --- | --- | --- | --- | --- | --- | --- | --- | --- | --- | --- | --- | --- | --- | --- | ------ |
| Scherma         | Scherma         |     |     |     |     |     |     |     | 1   |     |     |     |     | 2   |     |     |     |     | 1   |     | 1   |     |     |     | 1   |     |     | 1   | 7      |
| Tiro            | Tiro            | 3   |     |     |     | 2   | 1   |     |     |     |     | 2   |     |     |     |     | 1   |     |     | 1   |     |     |     |     |     |     |     |     | 10     |
| Medaglie        | Medaglie        | 3   |     |     |     | 2   | 1   |     | 1   |     |     | 2   |     | 2   |     |     | 1   |     | 1   | 1   | 1   |     |     |     |     |     |     | 1   | 17     |
| Giugno / Luglio | Giugno / Luglio | Lun | Mar | Mer | Gio | Ven | Sab | Dom | Lun | Mar | Gio | Ven | Sab | Dom | Lun | Mar | Gio | Ven | Sab | Dom | Lun | Mar | Gio | Ven | Sab | Dom | Lun | Mar | Totale |
| Giugno / Luglio | Giugno / Luglio | 23  | 24  | 25  | 26  | 27  | 28  | 29  | 30  | 31  | 1   | 2   | 3   | 4   | 5   | 6   | 7   | 8   | 9   | 10  | 11  | 12  | 13  | 14  | 15  | 16  | 17  | 18  | Totale |

| Luglio                | Luglio                | Sab | Dom | Lun | Mar | Mer | Gio | Ven | Sab | Dom | Lun | Mar | Gio | Ven | Sab | Dom | Lun | Mar | Gio | Ven | Sab | Dom | Lun | Mar | Mer | Gio | Ven | Sab | Totale |
| Luglio                | Luglio                | 5   | 6   | 7   | 8   | 9   | 10  | 11  | 12  | 13  | 14  | 15  | 16  | 17  | 18  | 19  | 20  | 21  | 22  | 23  | 24  | 25  | 26  | 27  | 28  | 29  | 30  | 31  | Totale |
| --------------------- | --------------------- | --- | --- | --- | --- | --- | --- | --- | --- | --- | --- | --- | --- | --- | --- | --- | --- | --- | --- | --- | --- | --- | --- | --- | --- | --- | --- | --- | ------ |
| Cerimonia d'apertura  | Cerimonia d'apertura  | ●   |     |     |     |     |     |     |     |     |     |     |     |     |     |     |     |     |     |     |     |     |     |     |     |     |     |     |        |
| Atletica leggera      | Atletica leggera      |     | 2   | 4   | 3   | 3   | 4   | 1   | 3   | 7   |     |     |     |     |     |     |     |     |     |     |     |     |     |     |     |     |     |     | 27     |
| Canottaggio           | Canottaggio           |     |     |     |     |     |     |     |     |     |     |     |     | 7   |     |     |     |     |     |     |     |     |     |     |     |     |     |     | 7      |
| Ciclismo              | Ciclismo              |     |     |     |     |     |     |     |     |     |     |     |     |     |     |     |     |     |     | 2   |     |     |     | 4   |     |     |     |     | 6      |
| Equitazione           | Equitazione           |     |     |     |     |     |     |     |     |     |     |     |     |     |     |     |     |     |     |     |     |     | 3   | 2   |     |     |     |     | 5      |
| Ginnastica            | Ginnastica            |     |     |     |     |     |     |     |     |     |     |     |     |     |     |     | 9   |     |     |     |     |     |     |     |     |     |     |     | 9      |
| Lotta                 | Lotta                 |     |     |     |     |     | 6   |     |     |     | 7   |     |     |     |     |     |     |     |     |     |     |     |     |     |     |     |     |     | 13     |
| Nuoto                 | Nuoto                 |     |     |     |     |     |     |     |     |     |     | 2   |     | 1   | 4   |     | 4   |     |     |     |     |     |     |     |     |     |     |     | 11     |
| Pallanuoto            | Pallanuoto            |     |     |     |     |     |     |     |     |     |     |     |     |     |     |     | 1   |     |     |     |     |     |     |     |     |     |     |     | 1      |
| Pentathlon moderno    | Pentathlon moderno    |     |     |     |     |     |     |     |     |     |     |     |     | 1   |     |     |     |     |     |     |     |     |     |     |     |     |     |     | 1      |
| Polo                  | Polo                  |     |     |     |     |     |     |     |     |     |     |     |     |     |     |     |     |     |     |     |     |     |     |     |     |     |     | 1   | 1      |
| Pugilato              | Pugilato              |     |     |     |     |     |     |     |     |     |     |     |     |     |     |     |     |     |     |     | 8   |     |     |     |     |     |     |     | 8      |
| Sollevamento pesi     | Sollevamento pesi     |     |     |     |     |     |     |     |     |     |     |     |     |     |     |     |     | 1   | 1   | 2   | 1   |     |     |     |     |     |     |     | 5      |
| Tennis                | Tennis                |     |     |     |     |     |     |     |     |     |     |     |     |     |     | 1   | 2   | 2   |     |     |     |     |     |     |     |     |     |     | 5      |
| Tuffi                 | Tuffi                 |     |     |     |     |     |     |     |     |     |     |     |     | 1   | 1   |     | 3   |     |     |     |     |     |     |     |     |     |     |     | 5      |
| Vela                  | Vela                  |     |     |     |     |     |     |     | 1   |     |     |     |     |     |     |     |     |     |     |     |     |     | 2   |     |     |     |     |     | 3      |
| Cerimonia di chiusura | Cerimonia di chiusura |     |     |     |     |     |     |     |     |     |     |     |     |     |     |     |     |     |     |     |     |     |     |     |     |     |     | ●   |        |
| Medaglie              | Medaglie              |     | 2   | 4   | 3   | 3   | 10  | 1   | 4   | 7   | 7   | 2   |     | 10  | 5   | 1   | 19  | 3   | 1   | 2   | 9   |     | 5   | 6   |     |     |     | 1   | 107    |
| Luglio                | Luglio                | Sab | Dom | Lun | Mar | Mer | Gio | Ven | Sab | Dom | Lun | Mar | Gio | Ven | Sab | Dom | Lun | Mar | Gio | Ven | Sab | Dom | Lun | Mar | Mer | Gio | Ven | Sab | Totale |
| Luglio                | Luglio                | 5   | 6   | 7   | 8   | 9   | 10  | 11  | 12  | 13  | 14  | 15  | 16  | 17  | 18  | 19  | 20  | 21  | 22  | 23  | 24  | 25  | 26  | 27  | 28  | 29  | 30  | 31  | Totale |

### Cerimonia d'apertura

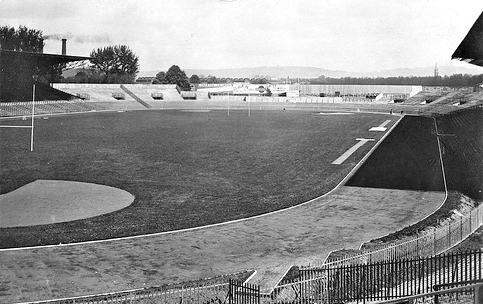
Lo Stade de Colombes

La cerimonia d'apertura si tenne il 4 maggio 1924 allo Stadio Olimpico di Colombes.

## Risultati

### Medagliere
Paese ospitante
| Pos.   | Paese          | Oro | Argento | Bronzo | Totale |
| ------ | -------------- | --- | ------- | ------ | ------ |
| 1      | Stati Uniti    | 45  | 27      | 27     | 99     |
| 2      | Finlandia      | 14  | 13      | 10     | 37     |
| 3      | Francia        | 13  | 15      | 10     | 38     |
| 4      | Gran Bretagna  | 9   | 13      | 12     | 34     |
| 5      | Italia         | 8   | 3       | 5      | 16     |
| 6      | Svizzera       | 7   | 8       | 10     | 25     |
| 7      | Norvegia       | 5   | 2       | 3      | 10     |
| 8      | Svezia         | 4   | 13      | 12     | 29     |
| 9      | Paesi Bassi    | 4   | 1       | 5      | 10     |
| 10     | Belgio         | 3   | 7       | 3      | 13     |
| 11     | Australia      | 3   | 1       | 2      | 6      |
| 12     | Danimarca      | 2   | 5       | 2      | 9      |
| 13     | Ungheria       | 2   | 3       | 4      | 9      |
| 14     | Jugoslavia     | 2   | 0       | 0      | 2      |
| 15     | Cecoslovacchia | 1   | 4       | 5      | 10     |
| 16     | Argentina      | 1   | 3       | 2      | 6      |
| 17     | Estonia        | 1   | 1       | 4      | 6      |
| 18     | Sudafrica      | 1   | 1       | 1      | 3      |
| 19     | Uruguay        | 1   | 0       | 0      | 1      |
| 20     | Austria        | 0   | 3       | 1      | 4      |
| 20     | Canada         | 0   | 3       | 1      | 4      |
| 22     | Polonia        | 0   | 1       | 1      | 2      |
| 23     | Haiti          | 0   | 0       | 1      | 1      |
| 23     | Giappone       | 0   | 0       | 1      | 1      |
| 23     | Nuova Zelanda  | 0   | 0       | 1      | 1      |
| 23     | Portogallo     | 0   | 0       | 1      | 1      |
| 23     | Romania        | 0   | 0       | 1      | 1      |
| Totale | Totale         | 126 | 127     | 125    | 378    |

### Protagonisti

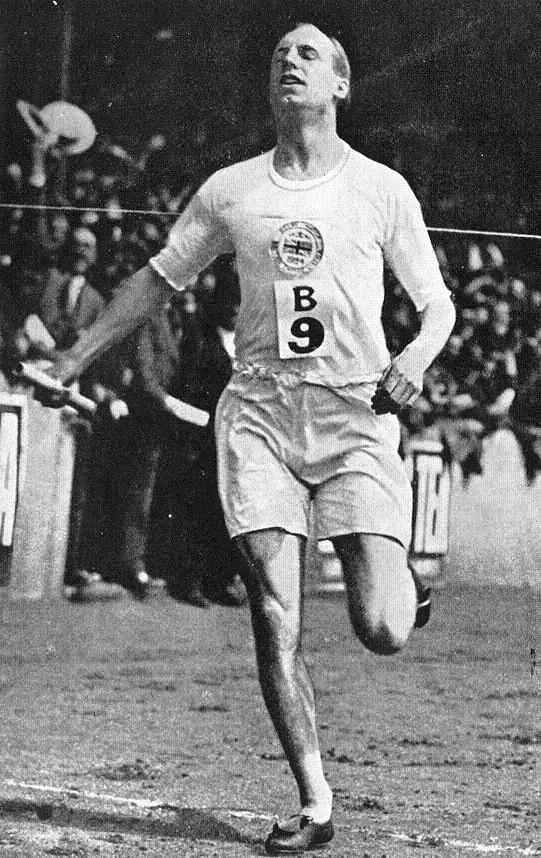
Eric Liddell

- Johnny Weissmuller (Stati Uniti, nuoto e pallanuoto): trionfò nello stile libero, nei 100 m, nei 400 m, nella staffetta 4×200 m e vinse anche una medaglia di bronzo nella pallanuoto con la nazionale del suo Paese. Dopo Parigi, Weissmuller trionfò anche ad Amsterdam 1928, mentre nel 1931 firmò un contratto con la Metro-Goldwyn-Mayer diventando così il Tarzan più famoso della storia del cinema. Pare che Johnny avesse iniziato a nuotare per caso, per rimediare alle conseguenze di una forma leggera di poliomielite.[10][11]
- Paavo Nurmi (Finlandia, Atletica leggera): bissò il successo della precedente olimpiade, conquistando ben 5 medaglie d'oro,[12] mentre Ville Ritola vinse nei 10000 m piani e nei 3000 m siepi.[2][13] Lo schermitore Roger Ducret vinse cinque medaglie, di cui tre d'oro.[2]
- Harold Osborn (Stati Uniti, atletica leggera): si aggiudicò due medaglie d'oro e stabilì i record olimpici del salto in alto e del decathlon.[14]
- Eric Liddell (Regno Unito, atletica leggera): lo scozzese non gareggiò nella gara dei 100 metri, in programma la domenica, per rispettare il giorno di Dio. Chi beneficiò della decisione presa dallo scozzese fu il rivale inglese Harold Abrahams, che vinse la medaglia d'oro. Fu proprio questa vicenda a ispirare il famoso film del 1981 Momenti di gloria del regista Hugh Hudson. Anche Liddell, però vinse una medaglia d'oro, trionfando nei 400 metri piani, gara disputata in un giorno feriale.[15][16]